# Natação nos Jogos Asiáticos em Recinto Coberto de 2009
As competições de natação nos Jogos Asiáticos em Recinto Coberto de 2009 ocorreram entre 4 e 7 de novembro. Trinta eventos foram disputados.

## Calendário
| Outubro/Novembro | 28 | 29 | 30 | 31 | 1 | 2 | 3 | 4 | 5 | 6 | 7 | 8 | Finais |
| ---------------- | -- | -- | -- | -- | - | - | - | - | - | - | - | - | ------ |
| Natação          |    |    |    |    |   |   |   | 8 | 7 | 8 | 7 |   | 30     |

## Quadro de medalhas
| Ordem | País          | Medalha de ouro | Medalha de prata | Medalha de bronze |    |
| ----- | ------------- | --------------- | ---------------- | ----------------- | -- |
| 1     | Cazaquistão   | 10              | 9                | 8                 | 27 |
| 2     | China         | 10              | 2                | 3                 | 15 |
| 3     | Hong Kong     | 5               | 7                | 7                 | 19 |
| 4     | Tailândia     | 2               | 3                | 1                 | 6  |
| 5     | Uzbequistão   | 1               | 4                | 1                 | 6  |
| 6     | Índia         | 1               | 1                | 3                 | 5  |
| 7     | Taipé Chinesa | 1               |                  | 3                 | 4  |
| 8     | Vietname      |                 | 2                | 1                 | 3  |
| 9     | Irã           |                 | 1                | 1                 | 2  |
| 10    | Filipinas     |                 | 1                |                   | 1  |
| 11    | Coreia do Sul |                 |                  | 3                 | 3  |
| TOTAL | TOTAL         | 30              | 30               | 31                | 91 |

## Medalhistas
Masculino
| Evento         | Ouro                               | Prata                               | Bronze                                                         |
| 50m livre      | KAZ Cazaquistão Stanislav Kuzmin   | UZB Uzbequistão Daniil Tulupov      | UZB Uzbequistão Danil Bugakov IND Índia Virdhawal Vikram Khade |
| 100m livre     | CHN China Wenjie Pu                | UZB Uzbequistão Daniil Tulupov      | KAZ Cazaquistão Alexandr Sklyar                                |
| 200m livre     | CHN China Wenjie Pu                | IND Índia Dsouza Aaron Agnel Dsouza | IND Índia Virdhawal Vikram Khade                               |
| 50m costas     | CHN China Feng Shi                 | UZB Uzbequistão Danil Bugakov       | KAZ Cazaquistão Stanislav Ossinskiy                            |
| 100m costas    | CHN China Feng Shi                 | KAZ Cazaquistão Stanislav Ossinskiy | KOR Coreia do Sul Gyeongsik Hwang                              |
| 50m peito      | KAZ Cazaquistão Vladislav Polyakov | VIE Vietnã Huu Viet Nguyen          | KAZ Cazaquistão Yevgeiy Ryzhkov                                |
| 100m peito     | KAZ Cazaquistão Vladislav Polyakov | KAZ Cazaquistão Yevgeiy Ryzhkov     | VIE Vietnã Huu Viet Nguyen                                     |
| 50m borboleta  | CHN China Feng Shi                 | KAZ Cazaquistão Stanislav Kuzmin    | KAZ Cazaquistão Rustam Khudiyev                                |
| 100m borboleta | CHN China Feng Shi                 | KAZ Cazaquistão Rustam Khudiyev     | KAZ Cazaquistão Stanislav Kuzmin                               |
| 100m medley    | KAZ Cazaquistão Dmitriy Gordiyenko | KAZ Cazaquistão Artur Dilman        | THA Tailândia Radomyos Matjiur                                 |
| 200m medley    | KAZ Cazaquistão Dmitriy Gordiyenko | PHI Filipinas Miguel Molina         | TPE Taipé Chinês Chi-Chieh Hsu                                 |
| 4x50m livre    | KAZ Cazaquistão                    | UZB Uzbequistão                     | HKG Hong Kong                                                  |
| 4x100m livre   | UZB Uzbequistão                    | IRI Irã                             | IND Índia                                                      |
| 4x50m medley   | KAZ Cazaquistão                    | HKG Hong Kong                       | IRI Irã                                                        |
| 4x100m medley  | IND Índia                          | VIE Vietnã                          | HKG Hong Kong                                                  |

Feminino
| Evento         | Ouro                                | Prata                               | Bronze                            |
| 50m livre      | THA Tailândia Natthanan Junkrajang  | HKG Hong Kong Hang Yu Sze           | TPE Taipé Chinês Chin-Kuei Yang   |
| 100m livre     | THA Tailândia Natthanan Junkrajang  | HKG Hong Kong Hang Yu Sze           | TPE Taipé Chinês Chin-Kuei Yang   |
| 200m livre     | TPE Taipé Chinês Chin-Kuei Yang     | THA Tailândia Natthanan Junkrajang  | KOR Coreia do Sul Ye Won Ji       |
| 50m costas     | KAZ Cazaquistão Anastassiya Prilepa | KAZ Cazaquistão Yekaterina Rudenko  | HKG Hong Kong Hiu Wai Sherry Tsai |
| 100m costas    | KAZ Cazaquistão Anastassiya Prilepa | HKG Hong Kong Hiu Wai Sherry Tsai   | HKG Hong Kong Yin Yan Claudia Lau |
| 50m peito      | HKG Hong Kong Yvette Man-Yi Kong    | KAZ Cazaquistão Yekaterina Sadovnik | KAZ Cazaquistão Yuliya Litvina    |
| 100m peito     | HKG Hong Kong Yvette Man-Yi Kong    | KAZ Cazaquistão Yuliya Litvina      | HKG Hong Kong Hei Tung Fiona Ma   |
| 50m borboleta  | CHN China Fan Guo                   | CHN China Shuang Li                 | HKG Hong Kong Hang Yu Sze         |
| 100m borboleta | CHN China Fan Guo                   | HKG Hong Kong Hang Yu Sze           | CHN China Shuang Li               |
| 100m medley    | KAZ Cazaquistão Elmira Aigaliyeva   | HKG Hong Kong Hiu Wai Sherry Tsai   | KOR Coreia do Sul Mi Rim Lee      |
| 200m medley    | CHN China Fan Guo                   | THA Tailândia Natthanan Junkrajang  | HKG Hong Kong Hiu Wai Sherry Tsai |
| 4x50m livre    | CHN China                           | HKG Hong Kong                       | KAZ Cazaquistão                   |
| 4x100m livre   | HKG Hong Kong                       | THA Tailândia                       | CHN China                         |
| 4x50m medley   | HKG Hong Kong                       | CHN China                           | KAZ Cazaquistão                   |
| 4x100m medley  | HKG Hong Kong                       | KAZ Cazaquistão                     | CHN China                         |